# Corydalis leptantha
Corydalis leptantha är en vallmoväxtart som beskrevs av M. Liden. Corydalis leptantha ingår i släktet nunneörter, och familjen vallmoväxter. Inga underarter finns listade i Catalogue of Life.